# Batalha de Tobago

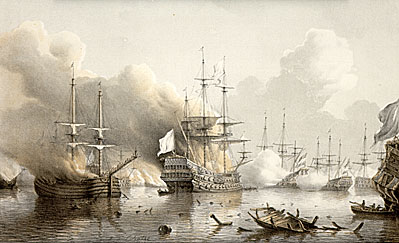
Resultadoː Vitória holandesa, o ataque francês foi repelido.

A ação de março de 1677 nas Índias Ocidentais, frequentemente chamada de Batalha de Tobago, foi um conflito militar da Guerra Franco-Holandesa, ocorreu em 3 de Março de 1677 entre uma frota holandesa comandada por Jacob Binckes e uma força francesa que tentava recapturar a ilha de Tobago. Houve muitas mortes e destruição em ambos os lados. Um dos navios de abastecimento holandeses pegou fogo e explodiu; o fogo então se espalhou rapidamente na baía estreita, fazendo com que vários navios, entre eles o navio-almirante francês Glorieux, pegassem fogo e explodissem, resultando em grande perda de vidas. Os franceses, sob o vice-almirante Conde d'Estrées, recuaram, mas fariam uma segunda tentativa no final do ano com uma frota muito mais forte.

## Ordem da batalha

### França (d'Estrées)
- Glorieux (bandeira, 60 armas) - (Jean, Conde d'Estrées) Queimado; 60 pessoas mortas
- Intrépide (56 armas) - (Louis Gabaret) Capturado e queimado
- Précieux (54 armas) - Encalhado e capturado
- Marquês (46 armas) - Explodiu
- Galant (46 armas) - Danificado
- Fendant (54 armas) - (Charles de Courbon de Blénac) danificado
- Jeux (40 armas)
- Emérillon (36 armas)
- Soleil d'Afrique (30 armas)
- Laurier (28 armas) - ( Charles-François de Machault de Belmont )
- além de alguns vasos menores

### Holanda
- Beschermer (bandeira) - (Jacob Binckes) 50 pessoas mortas
- Huis te Kruiningen - (Roemer Vlacq) Capturado, explodido por sua própria tripulação; 56 pessoas mortas
- Zeelandia - 44 pessoas mortas
- Leyden - Danificado
- 6 outros navios anônimos e alguns navios mercantes